# Living in a Back Street
Living in a Back Street es el séptimo álbum de estudio de la banda británica The Spencer Davis Group. Fue publicado en febrero de 1974 a través de Vertigo Records.

## Recepción de la crítica
Un escritor no especificado de la revista Cash Box escribió: “Siguiendo la tradición que Spencer estableció con su primera banda a principios y mediados de los años 1960, este nuevo y robusto LP, el segundo para este sello, salta de los ritmos con la ferocidad de un tigre de Bengala. La canción principal es cruda y poderosa con excelentes armonías de acompañamiento y recuerda a «Gimme Some Lovin'» en su intensidad persistente”.

## Rendimiento comercial
La revista Billboard informó en la semana que finalizó el 16 de marzo de 1974 que Living in a Back Street fue una selección de radio FM con emisión en WVVS-FM y WBAB-FM, dos de las principales estaciones progresivas del país. La semana siguiente, Living in a Back Street fue una selección de radio FM en otras tres estaciones líder del país: KNAC-FM, 
KFMY-FM y WGLF-FM.

## Lista de canciones
Todas las canciones escritas y compuestas por Eddie Hardin y Ray Fenwick, excepto donde esta anotado. 
| Lado uno |                                            |          |  |
| N.º      | Título                                     | Duración |  |
| 1.       | «Living in a Back Street»                  | 3:26     |  |
| 2.       | «One Night» (Dave Bartholomew, Pearl King) | 3:17     |  |
| 3.       | «Hanging Around» (Hardin, Spencer Davis)   | 3:38     |  |
| 4.       | «No Reason» (Hardin, Peter Jameson, Davis) | 2:30     |  |
| 5.       | «Fastest Thing on Four Wheels»             | 4:31     |  |

| Lado dos |                                        |          |  |
| N.º      | Título                                 | Duración |  |
| 1.       | «Back Street Boys»                     | 3:25     |  |
| 2.       | «Another Day»                          | 3:10     |  |
| 3.       | «Sure Need a Helping Hand»             | 4:04     |  |
| 4.       | «We Can Give It a Try» (Hardin, Davis) | 4:16     |  |
| 5.       | «Party» (Jessie Mae Robinson)          | 3:35     |  |

## Créditos y personal
Créditos adaptados desde las notas de álbum de Living in a Back Street.
The Spencer Davis Group
- Spencer Davis – voces, guitarra
- Eddie Hardin – voces, teclados
- Ray Fenwick – voces, guitarra líder
- Charlie McCracken – voces, bajo eléctrico
- Pete York – batería, percusión

Músicos adicionales
- Tony Coe – clarinete
- Brian Dexter – acordeón
- Martyn Ford – corno francés
- Doris Troy – coros
- Liza Strike – coros
- Ruby James – coros

Personal técnico
- Roger Glover – productor
- Ashley Howe – ingeniero de audio
- J.J. – ingeniero de audio
- Gilbert Kong – masterización
- Tom Zamier – fotografía
- Jim Ladwig – director artístico
- Joe Kotleba – diseño de portada